# Jacqueline de Rohan-Gyé
Jacqueline de Rohan-Gyé (née vers 1520, morte en 1587) fut par son mariage dame de Blandy et régente au nom de son fils le duc Léonor pour le marquisat de Rothelin et le comté-principauté de Neufchâtel et Valangin. Elle fut demoiselle d'honneur de la reine Éléonore, puis dame d'honneur de Catherine de Médicis. Convertie au protestantisme à la fin des années 1550, elle organisa le refuge huguenot en Brie. Les paysans venus faire la moisson en Brie rapportèrent ces idées nouvelles en Thiérache. Ainsi Jacqueline de Rohan est-elle indirectement à l'origine du protestantisme dans cette région du nord de la France. 

## Mariage et descendance

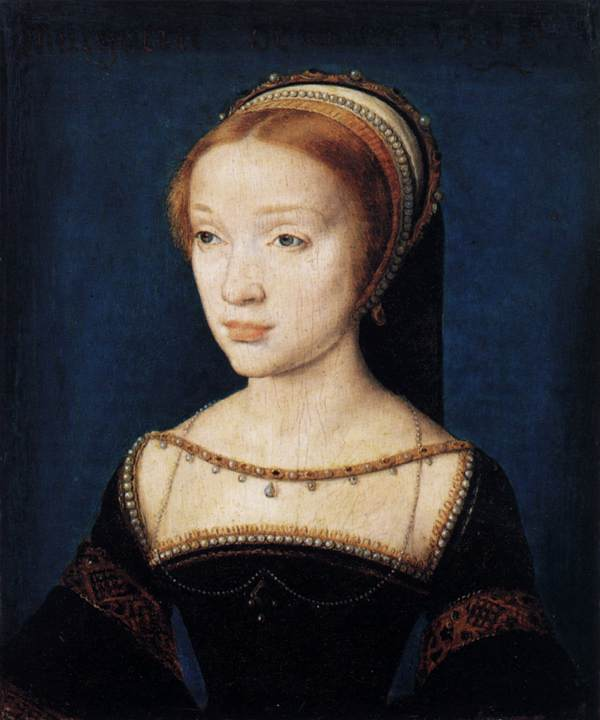
portrait par Corneille de Lyon.

Fille cadette du maréchal Charles de Rohan seigneur de Gié et de sa seconde femme Jeanne de Sanseverino-Bisignan, elle se marie à Lyon, le 19 juillet 1536, à François d'Orléans (1513-1548) (2 mars 1513 - 25 octobre 1548), marquis de Rothelin (cadet des Orléans-Longueville, comtes de Neuchâtel ; il est le troisième fils de Jeanne de Bade-Hochberg-Neuchâtel et du duc Louis Ier), prince de Châtelaillon, vicomte de Melun et lieutenant de la compagnie de Longueville (1513-1548). Trois enfants naissent de cette union :
1. Léonor, duc de Longueville et d’Estouteville, prince du sang (1540-1573) ;
2. Jacques, en 1547, mort en bas âge ;
3. Françoise d'Orléans-Longueville[1] (5 avril 1549 - 11 juin 1601), née posthume. Elle épousera le chef huguenot Louis Ier de Bourbon-Condé le 8 novembre 1565, d'où les Bourbons-Soissons : par mariage, la maison de Savoie-Carignan (plus tard rois d'Italie) est issue de cette union.

### Ascendances
Elle est la petite-fille, par voie masculine, de Pierre de Rohan, vicomte de Fronsac, et de Françoise de Penhoet. Par voie féminine, elle est la petite fille de Bernard de Saint-Séverin, prince de Bisignan, et de Jeanne Eléonore Piccolomini. Elle descend également du roi Alphonse V d'Aragon et de sa maîtresse Giraldona Carlino.

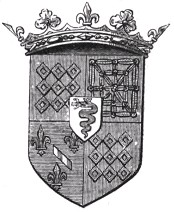
Armes de la marquise de Rothelin

De gueules à neuf macles d'or. Sont ajoutées les principales alliances de son illustre famille. Celles d'Evreux-Navarre et l'écusson de la maison de Milan sur le tout.

## Biographie

### Descendance spirituelle
Son mari meurt le 25 octobre 1548. En tant que curatrice de son fils le duc Léonor à la principauté de Neuchâtel, elle se rend en Suisse où la Confédération tente de soustraire la principauté de l'héritage de Léonor. Là-bas, elle entre en contact avec les réformés Guillaume Farel (ancien du cénacle de Meaux) et Jean Calvin. C'est alors qu'elle se convertit au Protestantisme et fait de son château de Blandy, en Brie (Blandy lui venait des Longueville, vicomtes de Melun par le mariage de l'ancêtre fondateur Jean de Dunois bâtard d'Orléans avec Marie d'Harcourt héritière de Melun),  un refuge pour les Huguenots, ce qui lui vaut une peine d'emprisonnement au Louvre en 1567. Le protestantisme dans la Brie se perpétue après sa mort malgré les persécutions, et l'esprit réformé pénètre dans le Thiérache par les métayers venus travailler dans la Brie pour les moissons.
Voir l’Histoire du Château de Blandy-les-Tours.

### Les sépultures
Si Jacqueline de Rohan ne s'est mariée qu'une fois, elle aura eu à subir pas moins de quatre enterrements. Elle meurt en l'an 1587 dans la foi protestante. En sa qualité de dame de Blandy et en vertu du droit seigneurial, elle est inhumée dans le chœur de la paroisse Saint Maurice comme une catholique. 
Vient la tourmente révolutionnaire. Si le château de Blandy, transformé en ferme par le maréchal de Villars au début du XVIIIe siècle, passe inaperçu parce qu'il ne présente plus aucun signe de féodalité, les titres de marquise de Rothelin et de princesse de Rohan attirent l'attention. On décide son exhumation et, au nom de l'Égalité, on l'enterre de nouveau, comme simple particulière, dans le cimetière paroissial. 
Au milieu du XIXe siècle, le village s'agrandit et le cimetière, situé derrière l'église, devient trop petit et encombrant. La municipalité le transfère donc en dehors des zones d'habitations. Devant le refus de l'évêque de Meaux d'accorder sa réintégration dans le chœur de l'église, Jacqueline de Rohan est inhumée, pour la troisième fois, dans le nouveau cimetière. Considérée comme une hérétique, elle est enterrée à l'écart, en dehors des terres chrétiennes, tout près du mur de clôture. Pour financer son monument funéraire, on fait appel à sa descendance. La Maison de Savoie refusant de se charger de l'enterrement, c'est la Maison d'Orléans, en la personne du duc d'Aumale, qui fait édifier sa tombe. 
En 1990, la stèle est vandalisée. Blandy décide sa restauration. On déplace sa sépulture de quelques mètres, car elle gênait les manœuvres des fossoyeurs, et on lui réserve une place d'honneur, toujours à l'écart, dans un angle du cimetière où l'on peut, encore aujourd'hui, venir honorer sa mémoire. Il aura fallu plus de quatre siècles pour que Jacqueline de Rohan ait un enterrement protestant : deux pasteurs ont en effet présidé la cérémonie, dont le pasteur Lienhardt, spécialiste de l'histoire du protestantisme du nord de la France, et qui est à l'origine des recherches sur cette macabre odyssée.

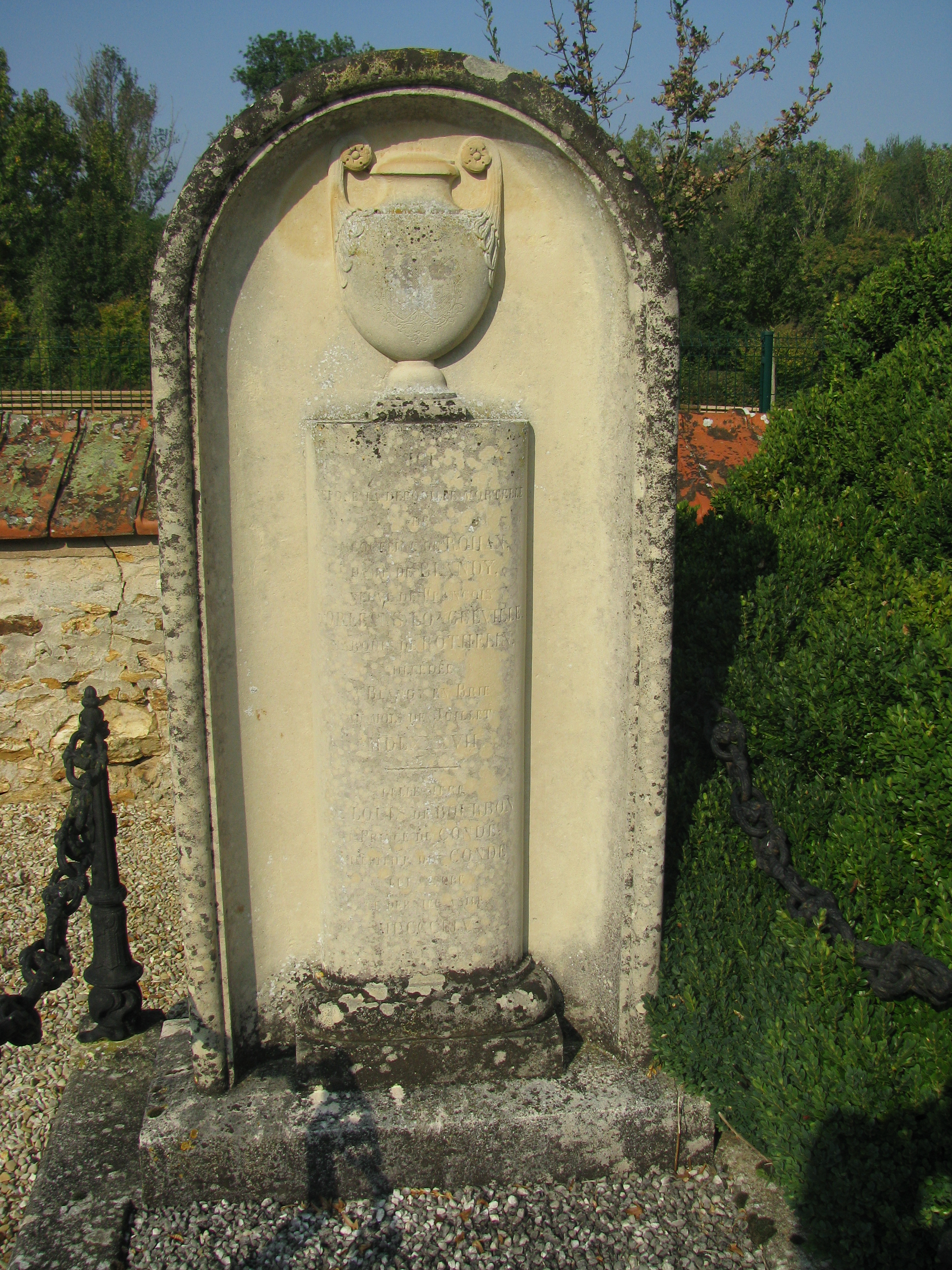
Tombe de la marquise de Rothelin, duchesse de Rohan au cimetière de Blandy les Tours